# Butyllithium
Butyllithium (C4H9Li) je organokovová sloučenina lithia a butanu. Je nestabilní.

## Použití
Butyllithium se většinou používá jako roztok. Je také dostupné jako nejčastěji 15% nebo 25% roztok v alkanech (pentan, hexan nebo heptan), roztok je většinou světle žlutý. Byly také připraveny roztoky v diethyletheru a tetrahydrofuranu, ale nejsou dostatečně stabilní.
Používá se jako iniciátor polymerizace elastomerů, například polybutadienu a butadien-styrenových kaučuků. Také se používá jako silná zásada v organické syntéze v chemickém průmyslu i v laboratoři.
Převážně se používá pro anionickou polymerizaci dienů, například buta-1,3-dienu:
C4H9Li + CH2=CH-CH=CH2 → C4H9-CH2-CH=CH-CH2Li
Butyllithium lze použít i k polymerizaci ethenu a isoprenu.

## Výroba
Ročně se vyrobí asi 1 800 tun butyllithia.[zdroj?]
Obecná výroba organokovových sloučenin lithia probíhá dle rovnice:
RX + 2Li → LiR + LiX
Kdy alkylhalogen reaguje s atomárním lithiem, které se oxiduje za vzniku organokovové sloučeniny a soli. V případě butyllithia se pak k přípravě používá primárně 1-butylbromid. Výsledkem reakce je butyllithium a bromid lithný. Reakce probíhá dle následující rovnice: 
BuBr + 2Li → LiBu + LiBr

## Příprava
Butyllithium se nejčastěji připravuje reakcí 1-brombutanu nebo 1-chlorbutanu s lithiem:
2 Li + C4H9X → C4H9Li + LiX,
kde X je Cl nebo Br.
Lithium používané v této reakci obsahuje 1 % až 3 % sodíku.
Roztoky používané v této reakci obsahují benzen, cyklohexan a diethylether.
Pokud je prekurzorem brombutan, produkt je homogenní roztok butyllithia a bromidu lithného s malým množstvím oktanu. V případě použití chlorbutanu jako prekurzoru vzniká směs butyllithia a chloridu lithného.

## Bezpečnost
Alkyly lithia se skladují v atmosféře inertního plynu, aby nedošlo ke snížení reaktivity, protože reagují s vodou:
C4H9Li + H2O → C4H10 + LiOH
a s oxidem uhličitým:
C4H9Li + CO2 → C4H9CO2Li.